# Taunton (Massachusetts)
Taunton és una població dels Estats Units i seu del comtat de Bristol a l'estat de Massachusetts. Segons el cens del 2000 tenia 55.976 habitants.

## Demografia
Segons el cens del 2000, Taunton tenia 55.976 habitants, 22.045 habitatges, i 14.483 famílies. La densitat de població era de 463,7 habitants/km².
Per edats la població es repartia de la següent manera: un 24,9% tenia menys de 18 anys, un 8% entre 18 i 24, un 33,2% entre 25 i 44, un 21% de 45 a 60 i un 12,9% 65 anys o més.
L'edat mediana era de 36 anys. Per cada 100 dones de 18 o més anys hi havia 89,2 homes.
La renda mediana per habitatge era de 42.932 $ i la renda mediana per família de 52.433$. Els homes tenien una renda mediana de 36.895 $ mentre que les dones 27.686$. La renda per capita de la població era de 19.899$. Entorn del 8% de les famílies i el 10% de la població estaven per davall del llindar de pobresa.

## Poblacions properes
El següent diagrama mostra les poblacions més properes.

## Personatges il·lustres
- William Standish Knowles (1917 - 2012), químic guardonat amb el Premi Nobel de Química l'any 2001.